# Подводница К-219
К-219 е съветска атомна подводница, ракетен подводен крайцер със стратегическо предназначение от проект 667АУ със заводски номер 460, клас „Янки“ по условното му обозначение в НАТО, аварирала и потънала в Атлантическия океан на 6 октомври 1986 г. Екипажът е евакуиран на пристигналите съветски кораби с изключение на осем души, половината загиват по време на аварията, останалите впоследствие.

## Предистория
Строежът на подводницата е завършен в Северодвинск на 31 декември 1971 година. На 8 февруари 1972 г. е включен в състава на Северния флот. Модернизиран е през 1975 година. Основен ремонт преминава през 1980 година.
В средата на 1970-те години на борда на атомната подводна лодка в ракетна шахта аварира ракета. Повредената ракетна шахта е запечатана и подводницата носи своята бойна служба с 15 вместо с 16 ракети. По време на основния ремонт през 1980 година авариралата ракетна шахта е ремонтирана. К-219 носи на борда 16 ракети тип Р-27У (РСМ-25) с по 3 ядрени бойни глави всяка и с радиус на действие до 3000 километра.

## Авария
Из доклада на комисията по разследване на причините, довели до гибелта на К-219:
„В хода на подготовката за излизане на море на К-219 са заменени 12 офицери от общо 32, в това число старшият помощник и помощник-командирът, командирът на ракетната и на минно-торпедните бойни части, началникът на радиотехническата служба, корабният лекар, командирът на електротехническия дивизион, 4 командири на отсеци. От 38 мичмани 12 са сменени, в това число и някои старшини на ракетната команда на БЧ-2.“
Веднага след първото потапяне сработва алармата за наличие на вода в ракетна шахта номер 6. Неизправността е установена още при контролното излизане в открито море, но флагманският ракетчик от щаба на дивизията заповядва да не се вдига много шум. Капитан 3 ранг Петрачков, за когото това е първи поход, въпреки инструкциите взема решение да не докладва на командира и периодично да се излива водата в трюма, а освен това изключва системата за сигнализация, за да избегне сработването на аварийната сирена.
На 4 октомври 1986 година агенция ТАСС съобщава:
Сутринта на 3 октомври на съветска атомна подводна лодка с балистични ракети на борда в район примерно на около 1000 километра североизточно от Бермудските острови възниква пожар в един от отсеците. Екипажите на подводната лодка и приближилите се съветски кораби извършват ликвидация на пожара. На борда на подводницата има пострадали. Трима души са загинали. Комисията стигна до извода, че опасност от несанкционирано действие на оръжията, ядрен взрив или опасност за околната среда няма.
На 7 октомври е предадено следното съобщение:
В течение от 3 до 6 октомври екипажът на нашата подводна лодка, на която възниква авария, и съставът на приближилите се съветски кораби водиха борба за предотвратяване на потъването ѝ. Независимо от предприетите усилия подводната лодка не можа да бъде спасена. На 6 октомври в 11 часа и 03 минути тя потъва на голяма дълбочина. Екипажът е евакуиран на пристигналите съветски кораби. Загуби в състава на екипажа освен тези, за които вече е съобщено, няма. Обстоятелствата, довели до гибелта на подводната лодка, продължават да се изясняват, но за основна причина се счита проникването на вода в подводницата отвън. Реакторът е изключен. По мнение на специалистите възможността за ядрен взрив е изключена.
По време на аварията част от екипажа се натравя от изпаренията при пожара. На екипажа е дадена заповед да напусне 4-ти отсек и да се премести в 5-и отсек. Трима души от екипажа са изнесени от авариралия отсек в безсъзнание и по-късно умират. Това са капитан 3 ранг Петрачков и матросите Смоглюк и Харченко. В реакторния отсек загива матрос Сергей Анатолиевич Преминин, който ръчно спуска поглъщащите пръти на реактора. По-късно от екипажа преживял аварията загиват: капитан 3 ранг Марков, капитан-лейтенант Карпачев, капитан 2 ранг Красилников, старшина първа степен Садаускас.
|  | Тази страница частично или изцяло представлява превод на страницата K-219 в Уикипедия на руски. Оригиналният текст, както и този превод, са защитени от Лиценза „Криейтив Комънс – Признание – Споделяне на споделеното“, а за съдържание, създадено преди юни 2009 година – от Лиценза за свободна документация на ГНУ. Прегледайте историята на редакциите на оригиналната страница, както и на преводната страница, за да видите списъка на съавторите. ВАЖНО: Този шаблон се отнася единствено до авторските права върху съдържанието на статията. Добавянето му не отменя изискването да се посочват конкретни източници на твърденията, които да бъдат благонадеждни. |